# Нетолерантност
Нетолерантност са различните изрази на нетърпимост към хора, които са различни – по националност, религия, сексуалност, език, мнение, външен вид и други, липсата на способност или желание нещо чуждо да се приеме и разбере.
Жертви на нетолерантност са били и са например чернокожите (расизъм, апартейд); евреите (антисемитизъм); мюсюлманите в немюсюлмански общества, ранните християни или в по-късна епоха представителите на други религии в християнските общества (религиозна нетърпимост); хомосексуалните и бисексуалните (хомофобия); хората с когнитивни или телесни увреждания в някои области на социалния живот.
Причините за нетолерантност са най-различни, като най-разпространените са свързани с рестриктивната култура на определени общества, недостигът на информация или личните невежество и комплекси за малоценност. Чрез медиите нетолерантността често се превръща и в инструмент за манипулиране на обществото за постигането на политически или икономически цели. В най-крайните си форми нетолерантността може да доведе до насилие, което да ескалира до убийство, сексуален тормоз или геноцид. Най-злополучният пример в западната култура в тази насока е Холокостът (ХХ век е особено богат на подобни сценарии: концлагерите и етническите политики на СССР, Китай, Северна Корея, войните в бившите югославски републики през 90-те години и др).